# God Hates Us All
God Hates Us All – ósmy album studyjny thrashmetalowej, amerykańskiej grupy muzycznej Slayer. Wydany został 11 września 2001 roku nakładem American Recordings.
Według danych z kwietnia 2002 album sprzedał się w nakładzie 180.867 egzemplarzy na terenie Stanów Zjednoczonych.

## Lista utworów
Opracowano na podstawie materiału źródłowego.
| Nr  | Tytuł utworu          | Słowa                    | Muzyka                    | Długość |
| --- | --------------------- | ------------------------ | ------------------------- | ------- |
| 1.  | „Darkness of Christ”  | Kerry King               | Jeff Hanneman             | 1:30    |
| 2.  | „Disciple”            | Kerry King               | Jeff Hanneman             | 3:37    |
| 3.  | „God Send Death”      | Tom Araya, Jeff Hanneman | Jeff Hanneman             | 3:46    |
| 4.  | „New Faith”           | Kerry King               | Kerry King                | 3:05    |
| 5.  | „Cast Down”           | Kerry King               | Kerry King                | 3:28    |
| 6.  | „Threshold”           | Kerry King               | Jeff Hanneman             | 2:28    |
| 7.  | „Exile”               | Kerry King               | Kerry King                | 3:57    |
| 8.  | „Seven Faces”         | Kerry King               | Kerry King                | 3:42    |
| 9.  | „Bloodline”           | Tom Araya, Jeff Hanneman | Jeff Hanneman, Kerry King | 3:36    |
| 10. | „Deviance”            | Tom Araya, Jeff Hanneman | Jeff Hanneman             | 3:09    |
| 11. | „War Zone”            | Kerry King               | Kerry King                | 2:46    |
| 12. | „Here Comes The Pain” | Kerry King               | Kerry King                | 4:31    |
| 13. | „Payback”             | Kerry King               | Kerry King                | 3:05    |
|     |                       |                          |                           | 42:40   |

## Twórcy
Opracowano na podstawie materiału źródłowego.
| Zespół Slayer w składzie - Tom Araya - śpiew, gitara basowa - Jeff Hanneman - gitara - Kerry King - gitara - Paul Bostaph - perkusja |  | Inni - Eddy Schreyer - mastering - Sean Beavan - miksowanie - Louis Marino - okładka, oprawa graficzna, zdjęcia - Rick Patrick - dyrektor kreatywny - Dean Maher - inżynieria dźwięku - Paul Forgues - asystent inżyniera dźwięku - Matt Hyde - produkcja muzyczna, inżynieria dźwięku, miksowanie - Rick Rubin - producent wykonawczy |

## Pozycje na listach
| Lista                | Kraj              | Pozycja |
| -------------------- | ----------------- | ------- |
| Billboard 200        | Stany Zjednoczone | 28      |
| Media Control Charts | Niemcy            | 9       |
| OLiS                 | Polska            | 3       |
| UK Albums Chart      | Wielka Brytania   | 31      |
| Sverigetopplistan    | Szwecja           | 18      |
| Schweizer Hitparade  | Szwajcaria        | 44      |
| MegaCharts           | Holandia          | 30      |
| ARIA Charts          | Australia         | 15      |
| Ö3 Austria Top 40    | Austria           | 31      |
| Recorded Music NZ    | Nowa Zelandia     | 35      |